# Franziska Brauße
Franziska Brauße (Metzingen, 20 novembre 1998) è una pistard e ciclista su strada tedesca che corre per il team Ceratizit-WNT Pro Cycling.
Specialista della pista, nel 2021 si è laureata campionessa olimpica nell'inseguimento a squadre, facendo segnare insieme alle compagne Lisa Brennauer, Lisa Klein e Mieke Kröger il nuovo record del mondo della specialità, in 4'04"242. Nella stessa stagione ha conquistato anche il titolo mondiale e il titolo europeo di specialità.

## Palmarès

### Pista
- 2015

Campionati tedeschi, Inseguimento a squadre Junior (con Katja Breitenfellner, Isabell Linda Seif e Laura Süßemilch)
- 2016

Campionati tedeschi, Inseguimento individuale Junior
Campionati tedeschi, Corsa a punti Junior
Campionati tedeschi, Inseguimento a squadre Junior (con Annika Teschke, Lena Ostler e Lea Lin Teutenberg)
- 2017

Campionati tedeschi, Americana (con Alina Lange)
- 2018

Campionati tedeschi, Americana (con Alina Lange)
- 2019

Campionati europei, Inseguimento individuale Under-23
Campionati tedeschi, Inseguimento individuale
Campionati tedeschi, Inseguimento a squadre (con Charlotte Becker, Tanja Erath e Lea Lin Teutenberg)
Campionati tedeschi, Americana (con Lea Lin Teutenberg)
Campionati europei, Inseguimento individuale
Campionati tedeschi, Omnium
- 2020

Campionati europei, Inseguimento individuale Under-23
- 2021

Giochi olimpici, Inseguimento a squadre (con Lisa Brennauer, Lisa Klein e Mieke Kröger)
Campionati europei, Inseguimento a squadre (con Lisa Brennauer, Mieke Kröger e Laura Süßemilch)
Campionati del mondo, Inseguimento a squadre (con Lisa Brennauer, Mieke Kröger e Laura Süßemilch)
- 2022

1ª prova Coppa delle Nazioni, Inseguimento a squadre (Glasgow, con Lisa Klein, Mieke Kröger e Laura Süßemilch)
Campionati europei, Inseguimento a squadre (con Lisa Brennauer, Lisa Klein e Mieke Kröger)
Campionati del mondo, Inseguimento individuale
- 2023

Campionati europei, Inseguimento individuale
Campionati tedeschi, Inseguimento individuale
Campionati tedeschi, Americana (con Lea Lin Teutenberg)
Campionati tedeschi, Corsa a eliminazione
Grenchen, Omnium
- 2024

Sixdays Bremen, Americana (con Lea Lin Teutenberg)
Campionati tedeschi, Omnium
- 2025

Sixdays Bremen, Americana (con Isabel Kämpfert)

### Strada
- 2023 (CERATIZIT-WNT Pro Cycling, una vittoria)

1ª tappa Giro della Toscana Femminile-Memorial Michela Fanini) (Campi Bisenzio > Campi Bisenzio, cronometro)
- 2024 (CERATIZIT-WNT Pro Cycling Team, una vittoria)

Chrono Féminin de Gatineau

## Piazzamenti

### Grandi Giri
- Giro d'Italia

2022: ritirata (6ª tappa)

### Competizioni mondiali
- Campionati del mondo su pista

Hong Kong 2017 - Inseguimento a squadre: 14ª
Apeldoorn 2018 - Inseguimento a squadre: 5ª
Pruszków 2019 - Inseguimento individuale: 7ª
Pruszków 2019 - Inseguimento a squadre: 6ª
Pruszków 2019 - Scratch: 5ª
Berlino 2020 - Inseguimento individuale: 3ª
Berlino 2020 - Inseguimento a squadre: 3ª
Berlino 2020 - Americana: 10ª
Roubaix 2021 - Inseguimento a squadre: vincitrice
Roubaix 2021 - Inseguimento individuale: 2ª
St. Quentin-en-Yv. 2022 - Inseguimento individuale: vincitrice
St. Quentin-en-Yv. 2022 - Inseguimento a squadre: 6ª
Glasgow 2023 - Inseguimento individuale: 2ª
Glasgow 2023 - Inseguimento a squadre: 7ª
Glasgow 2023 - Americana: 11ª
Ballerup 2024 - Inseguimento a squadre: 2ª
Ballerup 2024 - Inseguimento individuale: 4ª
- Campionati del mondo su strada

Doha 2016 - Cronometro Junior: 6ª
Doha 2016 - In linea Junior: 7ª
- Giochi olimpici

Tokyo 2020 - Inseguimento a squadre: vincitrice
Tokyo 2020 - Americana: 12ª
Parigi 2024 - Inseguimento a squadre: 6ª
Parigi 2024 - Americana: 13ª
Parigi 2024 - Omnium: 18ª

### Competizioni europee
- Campionati europei su pista

Anadia 2017 - Inseguimento a squadre Under-23: 3ª
Anadia 2017 - Americana Under-23: 6ª
Aigle 2018 - Inseguimento a squadre Under-23: 3ª
Aigle 2018 - Corsa a eliminazione Under-23: 10ª
Aigle 2018 - Omnium Under-23: 2ª
Gand 2019 - Inseguimento individuale Under-23: vincitrice
Gand 2019 - Inseguimento a squadre Under-23: 3ª
Gand 2019 - Omnium Under-23: 5ª
Gand 2019 - Americana Under-23: 8ª
Apeldoorn 2019 - Inseguimento individuale: vincitrice
Apeldoorn 2019 - Inseguimento a squadre: 2ª
Apeldoorn 2019 - Americana: 10ª
Fiorenzuola d'Arda 2020 - Inseguimento individuale Under-23: vincitrice
Fiorenzuola d'Arda 2020 - Inseguimento a squadre Under-23: 2ª
Fiorenzuola d'Arda 2020 - Corsa a punti Under-23: 3ª
Fiorenzuola d'Arda 2020 - Americana Under-23: 2ª
Grenchen 2021 - Inseguimento a squadre: vincitrice
Monaco di Baviera 2022 - Inseguimento a squadre: vincitrice
Monaco di Baviera 2022 - Americana: 6ª
Grenchen 2023 - Inseguimento a squadre: 3ª
Grenchen 2023 - Inseguimento individuale: vincitrice
Grenchen 2023 - Americana: 7ª
Apeldoorn 2024 - Inseguimento a squadre: 3ª
Apeldoorn 2024 - Inseguimento individuale: 2ª
Apeldoorn 2024 - Americana: 7ª
Heusden-Zolder 2025 - Inseguimento a squadre: 2ª
- Campionati europei su strada

Plumelec 2016 - Cronometro Junior: 20ª
Plumelec 2016 - In linea Junior: 67ª
Monaco di Baviera 2022 - In linea Elite: 82ª
Limburgo 2024 - In linea Elite: ritirata